# Condado de Wągrowiec
Condado de Wągrowiec (polaco: powiat wągrowiecki) é um powiat (condado) da Polónia, na voivodia de Grande Polónia. A sede do condado é a cidade de Wągrowiec. Estende-se por uma área de 1040,8 km², com 67 460 habitantes, segundo os censos de 2005, com uma densidade 64,82 hab/km².

## Divisões admistrativas
O condado possui:
Comunas urbanas: Wągrowiec
Comunas urbana-rurais: Gołańcz, Skoki
Comunas rurais: Damasławek, Mieścisko, Wapno, Wągrowiec
Cidades: Wągrowiec, Gołańcz, Skoki

## Demografia
População (dados de 30 de Junho de 2005):
|          | Total   | Total | Mulheres | Mulheres | Homens  | Homens |
| -------- | ------- | ----- | -------- | -------- | ------- | ------ |
|          | pessoas | %     | pessoas  | %        | pessoas | %      |
| Total    | 67 460  | 100   | 34 121   | 50,6     | 33 339  | 49,4   |
| Cidades  | 31 721  | 100   | 16 425   | 51,8     | 15 296  | 48,2   |
| Povoados | 35 739  | 100   | 17 696   | 49,5     | 18 043  | 50,5   |